# Polskie Towarzystwo Historii Techniki

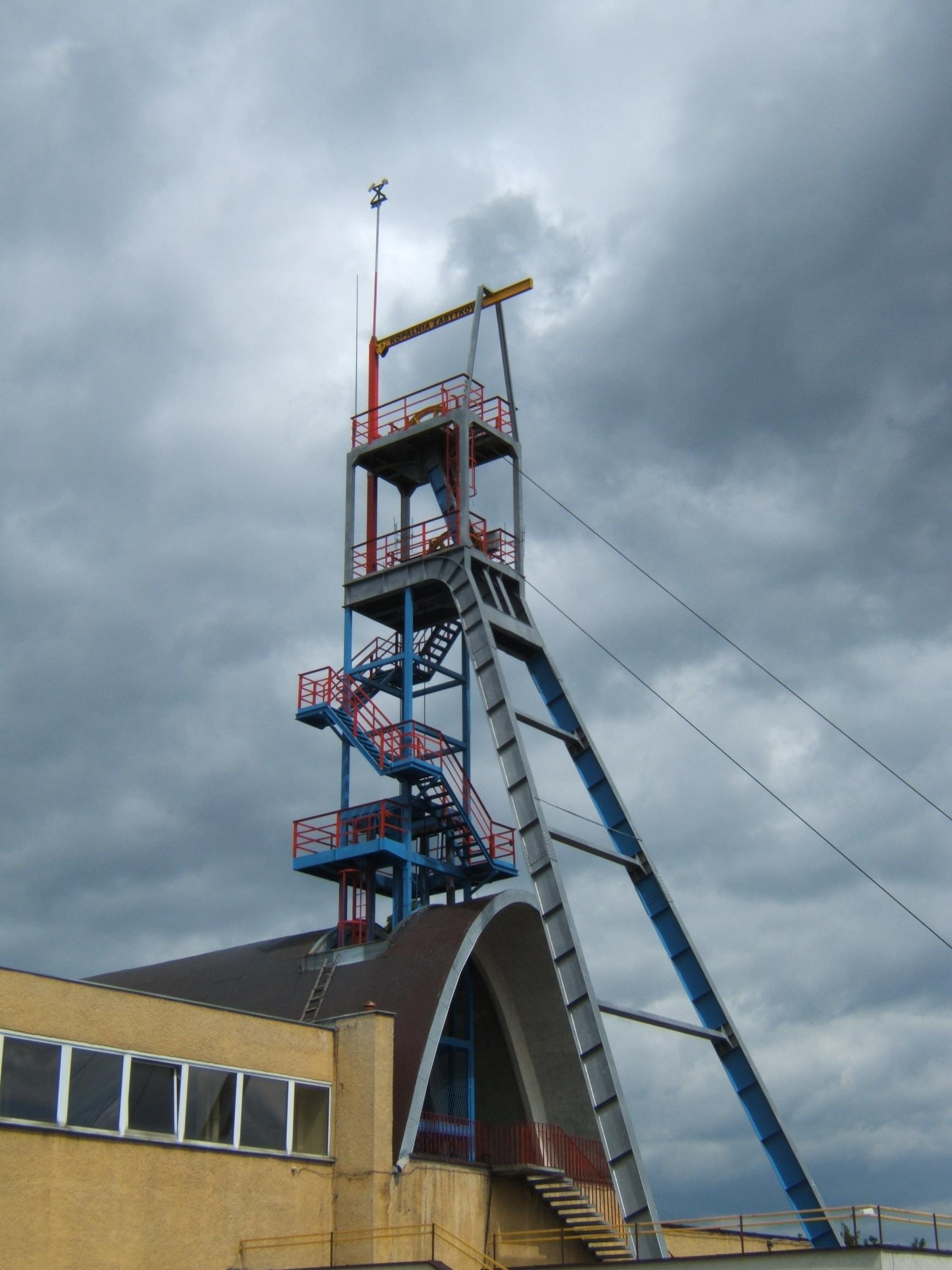
Szyb „Anioł” Zabytkowej Kopalni Srebra w Tarnowskich Górach

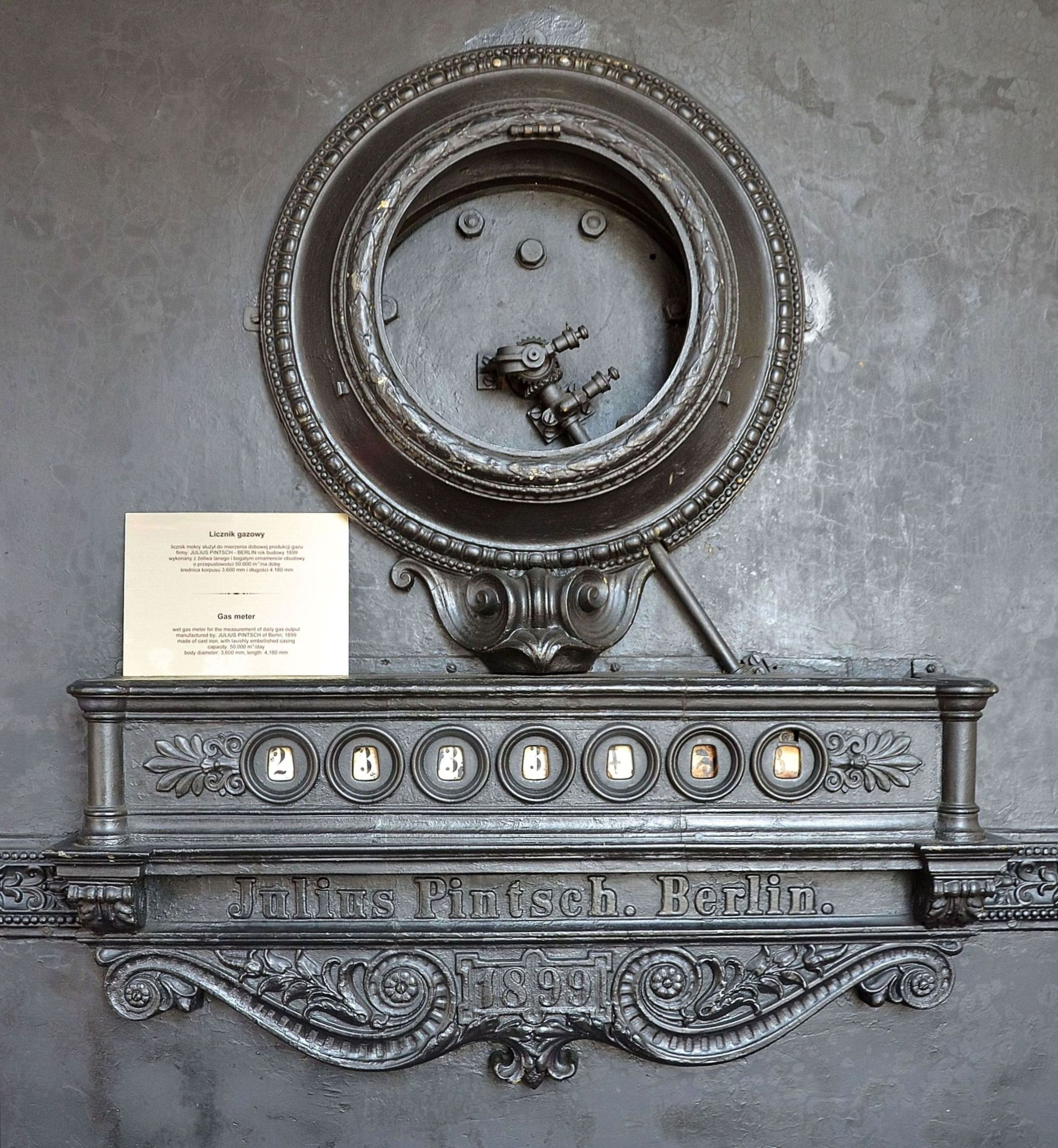
Gazomierz Juliusa Pintscha w Muzeum Gazownictwa w Warszawie

Polskie Towarzystwo Historii Techniki – stowarzyszenie, którego celem jest pogłębienie, utrwalanie i upowszechnianie wiedzy w dziedzinie historii techniki, przemysłu oraz nauk technicznych i działania na rzecz ochrony zabytków techniki, w tym wspieranie muzealnictwa technicznego.

## Historia
Polskie Towarzystwo Historii Techniki powstało z inicjatywy grupy historyków i miłośników zabytków technicznych. Grupie założycieli przewodniczył prof. Alfred Wiślicki (Instytut Organizacji i Mechanizacji Budownictwa), który doprowadził do uznania historii techniki za samodzielną dyscyplinę naukową. Siedzibą Towarzystwa, utworzonego 2 grudnia 1983 roku, było początkowo Muzeum Techniki w Pałacu Kultury i Nauki, pd 1987 roku działało w Muzeum Kolejnictwa w Warszawie. W roku 1984 PTHT zostało członkiem Federacji Stowarzyszeń Naukowo-Technicznych NOT (uzyskując dofinansowanie działalności).
W maju 1985 ogłoszono pierwszy otwarty konkurs na opracowanie dotyczące historii zakładu przemysłowego lub innego przedsięwzięcia inwestycyjnego z lat 1944–1948 (wpłynęło 169 prac). Wkrótce rozpoczęto również starania o ochronę zabytków techniki i przemysłu, m.in. zorganizowano pierwsze sesje naukowe, poświęcone ochronie zabytków w czasie modernizacji zakładów przemysłowych (np. sposobom ich dokumentowania i zabezpieczania, metodom organizacji i promocji izb tradycji lub muzeów i wzorcowni zakładowych). Podejmowano próby nawiązania współpracy naukowo-dydaktycznej z Politechniką Wrocławską (Zakład Historii Nauki i Techniki, kierowany przez prof. Ryszarda Sroczyńskiego).
W latach 90. kontynuowano organizowanie konkursów i konferencji naukowo-technicznych (10 konferencji do roku 1995). Konkursy cieszyły się stosunkowo małym zainteresowaniem (w roku 1991 wpłynęło tylko 10 prac na temat Osiągnięcia polskiej myśli technicznej w okresie międzywojennym). W  celu zwiększenia zainteresowania historią techniki rozpoczęto wydawanie serii Inżynierowie polscy XIX i XX wieku, a wkrótce – Rocznika PTHT. Nawiązano i utrzymywano kontakty z innymi instytucjami zainteresowanymi historią techniki (m.in. Muzeum Techniki, Urząd Generalnego Konserwatora Zabytków, Przegląd Techniczny, Kwartalnik Historii Nauki i Techniki)
Po śmierci prof. Alfreda Wiślickiego (1995) obowiązki prezesa pełnił Bolesław Orłowski (jako zastępca). Kolejnymi prezesami PTHT byli Zdzisław Mikulski i Wiesław Depczyński.
Polskie Towarzystwo Historii Techniki jest członkiem Międzynarodowego Komitetu Historii Techniki (ang. International Committee for the History of Technology).

## Zarząd i członkowie honorowi
W skład Zarządu PTHT wchodzą:
- prezes − Wiesław Franciszek Depczyński[5] (gospodarka i inżynieria wodna),
- wiceprezes − Zdzisław Stanisław Mrugalski (konstrukcja urządzeń precyzyjnych, mechanika precyzyjna, mechatronika)[6],
- wiceprezes − Piotr Wiesław Matejuk[7],
- wiceprezes − Krystyna Anna Schabowska (grafika inżynierska, historia nauki i techniki, konstrukcja przyrządów pomiarowych)[8],
- sekretarz − Andrzej Henryk Wojciechowski,
- skarbnik − Zofia Maria Rajska,

oraz członkowie: Zbigniew Janusz Skierski, Jadwiga Zdzisława Czerwińska, Zdzisław Mikulski, Roman Jan Odoliński, Andrzej Maria Wanke.
W pierwszym 20-leciu działalności tytuł Członka Honorowego otrzymali:
- prof. dr hab. inż. Jerzy Stanisław Olszewski (oceanologia, fizyka morza)[11],
- prof. dr hab. inż. Alfred Wiślicki (mechanizacja budownictwa i maszyn budowlanych)[12],
- prof. dr hab. Jan Pazdur (nauki historyczne – historia kultury materialnej, historia techniki)[13],
- prof. dr hab inż. Jerzy Piaskowski (metaloznawstwo, technologia stopów odlewniczych)[14],
- prof. dr hab. inż. Ryszard Sroczyński (historia nauki i techniki, inżynieria materiałowa, materiały magnetyczne stosowane w elektrotechnice)[15],
- inż. Jadwiga Czerwińska (nauki historyczne, historia nowożytna Polski)[9],
- inż. Jerzy Jasiuk (historia techniki, muzealnictwo techniczne)[16],
- dr inż. Andrzej E. Paszkiewicz (przewodniczący Głównej Komisji FSNT[a] NOT ds. Seniorów i Historii Ruchu Stowarzyszeniowego[17])

## Wydawnictwa
Polskie Towarzystwo Historii Techniki wydaje:
czasopismo Rocznikiw którym są publikowane opracowania naukowe, wykonywane w ramach działalności PTHT, oraz informacje o działaniach bieżących. Redaktorem naczelnym jest prof. dr hab. inż. Zdzisław Mikulski, a funkcję Komitetu Redakcyjnego pełni Zarząd PTHT. Roczniki są udostępniane w formie cyfrowej (np. 1983–1998 – Rocznik 1, 1999–2000 – Rocznik 2, 2001 – Rocznik 3, 2002–2004 – Rocznik 4, 2005 – Rocznik 5, 2006 – Rocznik 6, 2007 – Rocznik 7).
serię Inżynierowie polscy w XIX i XX wiekurównież udostępniane w formie cyfrowej, np. tom 7 (2001) tom 8 (2005), tom 12 (2010, red. Z. Mrugalski).
W roku 2009 opublikowano obszerne materiały konferencji naukowej nt. Współczesny warsztat pracy historyka techniki (źródła i uwarunkowania, zwłaszcza w zakresie techniki obronnej). Konferencję otworzył prezes PTHT – doc. dr inż. Wiesław Depczyński – 16 kwietnia 2009 roku w Muzeum Kolejnictwa w Warszawie. Obrady prowadził prof. dr hab. inż. Bolesław Orłowski (historia nauki, historia techniki). Teksty wystąpień udostępnia Biblioteka Cyfrowa Politechniki Lubelskiej.